# Strombosiaceae
Họ Strombosiaceae Tiegh. (1899), đồng nghĩa: Scorodocarpaceae van Tieghem, Tetrastylidiaceae van Tieghem là một họ thực vật hạt kín. Họ này không được hệ thống APG III năm 2009 (không đổi so với hệ thống APG II năm 2003 và hệ thống APG năm 1998) công nhận mà chỉ coi là một phần trong họ Olacaceae s. l., nhưng được đề cập trong website của APG.

## Các chi
Họ này khi được công nhận thì bao gồm 6 chi, 18 loài:
- Diogoa Exell & Mendonça: 2 loài tại vùng nhiệt đới châu Phi.
- Engomegoma Breteler: 1 loài (E. gordonii Breteler) tại vùng nhiệt đới châu Phi.
- Scorodocarpus Becc. : 1 loài (S. borneensis Becc. ) tại Malaysia.
- Strombosia Blume: 9 loài, trong đó 3 tại vùng nhiệt đới châu Á và 6 tại vùng nhiệt đới châu Phi.
- Strombosiopsis Engl. : 3 loài tại vùng nhiệt đới châu Phi.
- Tetrastylidium Engl. : 2 loài tại Nam Mỹ.

## Đặc điểm
Các thành viên của họ này là cây bụi hay cây gỗ nhỏ tới lớn với các lá đơn mọc so le, có cuống lá, không lá kèm. Cụm hoa mọc thành cụm tại nách lá hay ngoài nách lá hoặc thành các chùm ngắn. Các hoa lưỡng tính, đẳng số (ngoại trừ Scorodocarpus là đẳng số kép), mẫu 5 hay 4 với các cánh hoa không lợp. Đài hoa hình chén có thể đồng phát triển (Tetrastylidium) hay không (Engomegoma, Scorodocarpus), hoặc với khoang rỗng chuyên biệt hóa chứa cấu trúc sinh sản đồng trưởng từ sự biến đổi của cuống nhỏ/đế hoa (Diogoa, Strombosia, Strombosiopsis). Các cánh hoa, ở một vài chi có liên kết nhọn đột ngột vượt trội các ngăn bao phấn (Diogoa, Engomegoma, Strombosiopsis, Tetrastylidium). Có tuyến đĩa (nhưng không đồng trưởng). Vị trí bầu nhụy dao động từ thượng tới bán hạ hoặc nó có thể trở thành hạ trong quá trình phát triển quả (Strombosia, Strombosiopsis). Quả là dạng quả hạch với vỏ quả trong dạng gỗ và dày.
Phân tích Bayes của tập dữ liệu 3-gen do Malécot & Nickrent tiến hành năm 2008 chỉ đưa ra hỗ trợ yếu cho mối quan hệ chị em giữa Erythropalaceae và Strombosiaceae. Các trình tự dữ liệu bổ sung (26S rDNA nhấn và accD lục lạp) đã được sinh ra nhưng chỉ cho một tập hợp con của các đơn vị phân loại đã sử dụng trong nghiên cứu trên đây.
Khi kết hợp với các dữ liệu 3-gen, phân tích ma trận 5-gen đã sinh ra hỗ trợ BS cao hơn cho nhánh đó. Ngoài ra, nhánh này cũng được phục hồi trong phân tích miêu tả nhánh cho họ Olacaceae sử dụng các đặc trưng giải phẫu và hình thái (Malécot & ctv., 2004). Dấu hiệu đặc trưng chia sẻ chung tiềm năng cho nhánh này với tổ tiên chung gần nhất của chúng là khí khổng bất đẳng bào, xếp thành vòng tròn hẹp. Nếu các công trình bổ sung hỗ trợ tiếp cho mối quan hệ này thì sự thừa nhận một họ Erythropalaceae (với 2 phân họ), có thể là đúng.

## Phát sinh chủng loài
Cây phát sinh chủng loài dưới đây lấy theo Malécot V. & Nickrent D.L. 2008.
|  | \| \| Diogoa \| \| \| \| \| \| Engomegoma \| \| \| \| \| \| Tetrastylidium \| \| \| \| \| \| Strombosiopsis \| \| \| \| |
|  | |
|  | Strombosia |
|  | |
|  | Diogoa |
|  | |
|  | Engomegoma |
|  | |
|  | Tetrastylidium |
|  | |
|  | Strombosiopsis |
|  | |

|  | Diogoa         |
|  |                |
|  | Engomegoma     |
|  |                |
|  | Tetrastylidium |
|  |                |
|  | Strombosiopsis |
|  |                |

|  | \| \| Diogoa \| \| \| \| \| \| Engomegoma \| \| \| \| \| \| Tetrastylidium \| \| \| \| \| \| Strombosiopsis \| \| \| \| |
|  | |
|  | Strombosia |
|  | |
|  | Diogoa |
|  | |
|  | Engomegoma |
|  | |
|  | Tetrastylidium |
|  | |
|  | Strombosiopsis |
|  | |

|  | Diogoa         |
|  |                |
|  | Engomegoma     |
|  |                |
|  | Tetrastylidium |
|  |                |
|  | Strombosiopsis |
|  |                |